# 사막뿔살무사
사막뿔살무사(horned desert viper) 또는 사하라뿔살무사(Saharan horned viper)는 살무사과 북살무사아과에 속하는 독사이다. 북아프리카 및 중동의 사막에 서식한다. 이름에서 보다시피 눈 위로 삐죽 솟은 "뿔"이 특징적인데, 간혹 뿔이 없는 개체도 있다. 현재까지 발견된 아종은 없다. 학명은 케라스테스 케라스테스(Cerastes cerastes).